# Гротескна симфонична сюита „Бай Ганю“
Гротескна симфонична сюита „Бай Ганьо" е циклично – четиричастно програмно симфонично произведение на Веселин Стоянов, създадено през 1941 г.

## Специфика на творбата
Веселин Стоянов изгражда крупната симфонична сюита. За основа е послужило едноименното произведение на Алеко Константинов и е доловил характерни черти на националната психика, зорния източник, които са му необходими за изграждането на образа. Избира „Бай Ганьо пътува“, „Бай Ганьо във Виена“ и „Бай Ганьо в банята“. Такива са и названията на трите първи части в сюитата. Четвъртата част „На село“ не е свързана с литературния сюжет и тя има важен идеен смисъл и противопоставя на байганювщината здравото и смислено в бита и душевността на българина. В произведението се усеща влияние от музиката на Рихард Щраус и романтичната програмна сюита. Веселин Стоянов не желае да присъства битовото, тематичното единство е в I, II, III част – обединява ги персонажът.

## Особености на цикличната структура на произведението
Сюитата е изградена като четиричастен цикъл. Композиторът е създал произведение, което увлича със своята яркост и подчертан колорит.
I част – „Бай Ганьо пътува“, e в сонатна форма с обобщеност на тематичния материал. Главната тема е характеристиката на Бай Ганьо, а II тема е лирична, контрастна, с народно-песенни интонации. Разработката съдържа кратко развитие на темите и нов тематичен материал, който допълва образа на героя с нови черти. Принцип на вариантно-вариационно развитие. Репризата е синтетична и съкратена.
В тази част е обрисуван образа на героя на фона на бързо сменящите се картини. От пътуващия влак пред погледа му се разкриват родните пейзажи. Грубоватата и ъглова тема с преднамерена тромавост ни обрисува образът на Бай Ганьо. В музиката се чувства ароматът на народното изкуство.
Свежо прозвучава втората тема, изпълнявана от кларинет под глисандови построения в арфа, в която се долавят чертите на народните песни.
В разработката на първата част се появяват нови теми, които допълват образа на главния герой с нови черти.
II част – „Бай Ганьо във Виена“, Andante maestoso – проста двуделна форма – противопоставяне на две контрастни образни сфери:
1. сходна с тематичния материал от I част
2. тема на виенчанката – виенски валс /музикален период с повторен строеж/. Действа принципът на контраста. Чертите на народния танц са силно променени – тромави, ярки акорди и ориенталски колорит.

Тази част Веселин Стоянов посвещава на веселите приключения на героя. Пристигнал във Виена, той бързо се ориентира в новата обстановка, повежда разговори, за да продава розово масло. Той не се интересува особено от културните ценности на града, но погледът му е привлечен от изящна виенчанка. С комична тържественост Бай Ганьо се представя, а образът на виенчанката е предаден от грациозен виенски валс в солираща цигулка.
Композиторът използва в изграждането на тази част характерни, контрастни жанрови средства. Остроумно са включени и изобразителните елементи. Така например смущението на виенчанката, изненадата ѝ от дързостта и непохватността на Бай Ганьо са предадени от приглушено звучащия минорен вариант на валса.
Появява се и главната тема от първа част, но в изменен вид. Тя е последвана от ръченица. Но чертите на народния танц са силно променени. Тя звучи тромаво, а в ладовите средства са включени ярко звучащи акорди, придаващи ориенталски колорит на музиката. Краят на ръченицата е отделен чрез изобразителен момент, разкриващ трагикокомичната развръзка на приключението. Дързостта на Бай Ганю е възнаградена с плесница (инструмент камшик). В дисониращите акорди, последвани от бързо пробягващи пицикати, майсторски е обрисувана картината на изненадващата виенчанка, учудването на Бай Ганьо.
III част – „Бай Ганьо в банята“, е в сложна триделна форма. Още в самото начало скокът на Бай Ганьо във водата е илюстриран ефектно в оркестъра. Тематичния материал е сходствен на темите в I част и на ръченицата от II част. Включва се и нов тематичен материал, като орнаментирана мелодия издава близост с народната музика.
IV част – „На село“, е силно контрастна на другите части. Изразява преклонение пред родното, възвишена патетичност, разкрива родния български пейзаж, противопоставяне на байганьовщината. Ярък национален колорит на музиката, долавя се широтата на епичните народни песни. В духовите инструменти прозвучава овчарски кавал. Пасторалните картини естествено преливат в епична широта на последните страници.

## Състав на оркестъра
- Piccolo
- 2 Flauti
- 2 Oboi
- Corno inglese (C.ingl.)
- 2 Clarinetti in b
- Clarinetto in b
- 2 Fagotti
- Contrafagotto

- 4 Corni in Fa
- 3 Trombe in b
- 3 Tromboni
- Tuba

- Timpani
- Campanelli
- Tamburo piccolo
- Triangolo
- Tamburino
- Piatti
- Gran Cassa
- Piatti
- Silofono

- Piano
- Celesta
- Arpa

- Violini I
- Violini II
- Viole
- Violoncelli
- Contrabassi